# Station Amersfoort Staat
Station Amersfoort Staat was een station aan de Staatsspoorlijn Kesteren - Amersfoort. Het station werd geopend op 18 februari 1886 en gesloten op 1 augustus 1901, na de opening van het nieuwe gezamenlijke station Amersfoort. De overkapping van het perron van het station Amersfoort Staat verhuisde naar het eerste perron van het nieuwe station.
In september 1900 werden bij het station de oude stoomtractiedepots van de HIJSM gesloopt.
21: Kesteren ·
24: Rhenen ·
31: Veenendaal Centrum ·
33: Veenendaal West ·
36: De Haar ·
41: Woudenberg-Scherpenzeel ·
45: Leusden ·
50: Amersfoort Staat ·
51: Amersfoort
Abcoude · 
Amersfoort:
-Centraal · 
-Schothorst · 
-Vathorst · 
Baarn · 
Bilthoven · 
Breukelen · 
Bunnik · 
Den Dolder · 
Driebergen-Zeist · 
Hoevelaken · 
Hollandsche Rading ·
Houten · 
-Castellum · 
Leerdam · 
Maarn · 
Maarssen · 
Rhenen · 
Soest · 
-Zuid · Soestdijk · 
Utrecht:
-Centraal · 
-Leidsche Rijn · 
-Lunetten · 
-Maliebaan · 
-Overvecht · 
-Terwijde · 
-Vaartsche Rijn · 
-Zuilen · 
Veenendaal: 
-Centrum · 
-West · 
Vleuten · 
Woerden
Voormalige stations: zie de lijst van voormalige spoorwegstations in Utrecht